# Округ Камерон (Луизијана)
Камерон (енгл. Cameron Parish) је округ у америчкој савезној држави Луизијана.

## Демографија
По попису из 2010. године број становника је 6.839, што је 3.152 (-31,5%) становника мање него 2000. године.
| Група             | 2000.         | 2010.         |
| Белци             | 9.244 (92,5%) | 6.465 (94,5%) |
| Афроамериканци    | 388 (3,9%)    | 119 (1,7%)    |
| Азијати           | 44 (0,4%)     | 6 (0,1%)      |
| Хиспаноамериканци | 215 (2,2%)    | 154 (2,3%)    |
| Укупно            | 9.991         | 6.839         |